# Cassolus humeralis
Cassolus humeralis là một loài bọ cánh cứng trong họ Bọ hung (Scarabaeidae).